# Grasso di foca
Il grasso di foca è una sostanza di origine animale utilizzata in vari settori e con varie applicazioni.
Viene utilizzato per ammorbidire e ridurre le crepe o le abrasioni delle calzature soprattutto sportive, o come impermeabilizzante di pellami. Il grasso di foca viene particolarmente utilizzato da cacciatori, escursionisti, pescatori, militari, ecc., poiché è un'ottima sostanza che va ad agire sulle pelli di scarponi, stivali e anfibi, rendendoli più morbidi e comodi da calzare, specialmente se nuovi.
Viene anche utilizzato come cosmetico per combattere il gelo e in composti da applicare sui capelli per tenere l'acconciatura in acqua nel nuoto sincronizzato.
la produzione la vendita la commercializzazione dei prodotti a base di foca sono vietati in  Unione Europea , la foca è un animale in via di estinzione e perciò protetto.
i prodotti per cuoio in vendita chiamati "grasso di foca" in realtà sono a base di lanolina di derivazione ovina ovvero estratti dalla lavorazione della lana , paraffine e e altri prodotti che ogni fabbricante miscela in base alla sua "ricetta " .

## Utilizzo
Per applicare del grasso di foca sulle calzature è necessario un panno di lana (un calzino è perfetto). Dopo aver impregnato leggermente il panno nel grasso, si strofina leggermente sull'articolo, dopodiché, va lasciato ad asciugare.